# Wolfgang Thaler (Kameramann)

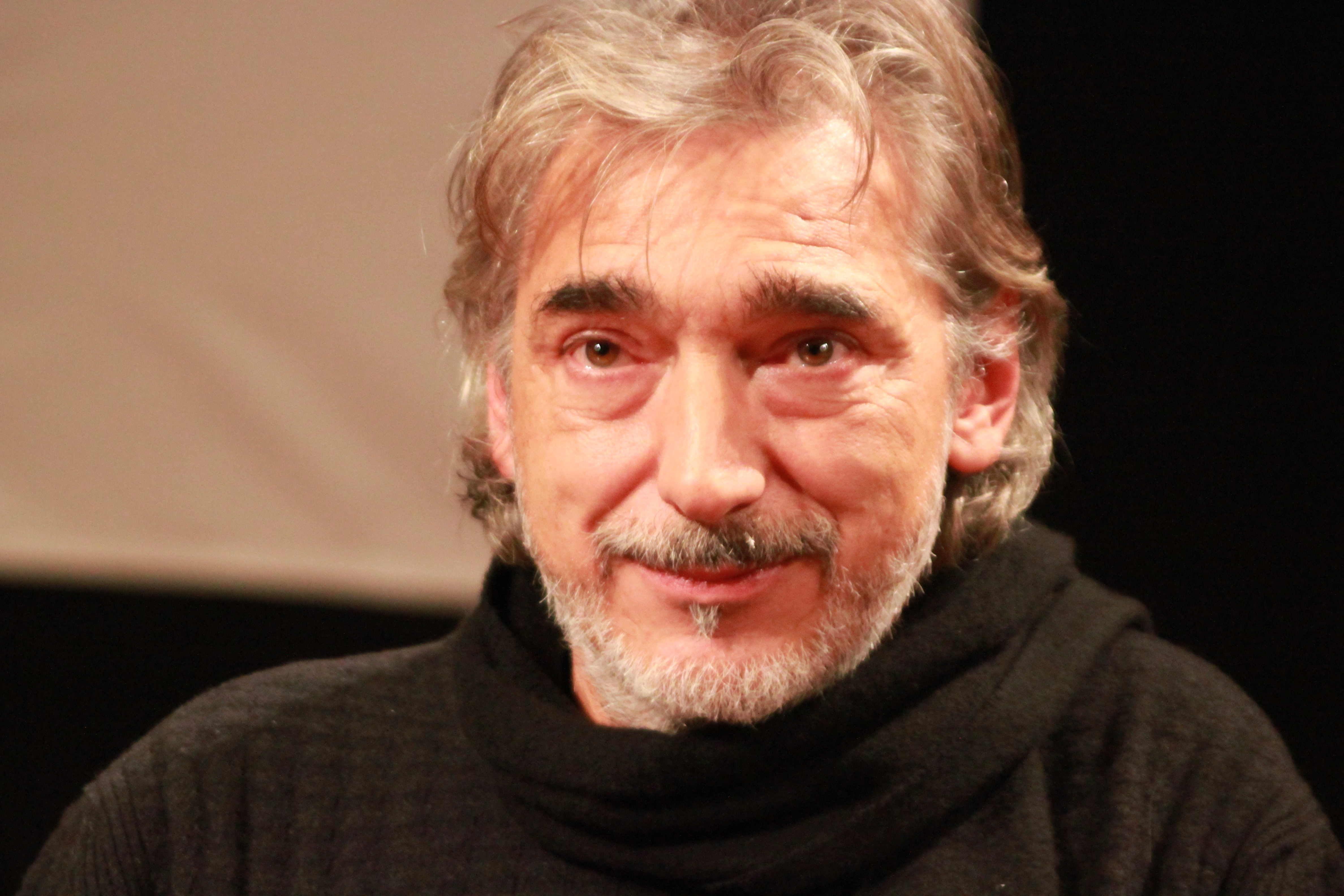
Wolfgang Thaler im November 2012 beim Plus Camerimage Festival in Bydgoszcz, Polen

Wolfgang Thaler (* 9. März 1958 in Möllbrücke) ist ein österreichischer Kameramann, Dokumentarfilmer, Filmregisseur und Professor an der Filmakademie Wien.

## Leben und Schaffen
Aufgewachsenen ist Wolfgang Thaler in einer ländlichen Dorfgemeinde im südwestlichen österreichischen Bundesland Kärnten. Zunächst studierte er Agrarwissenschaften, war nebenher Bienenzüchter. Aus Interesse am Film ging er als Gasthörer an die Filmakademie, interessierte sich besonders für das Fach Film-Produktion. Seine in den frühen 1980ern geehelichte Frau ist von Beruf Filmproduktionsleiterin. Er bewarb sich mit einer Fotomappe um Aufnahme in die Kameraklasse und wurde angenommen.
Nach Abschluss des Film-Studiums arbeitet Thaler seit 1988 als Dokumentarfilmer und freiberuflicher Kameramann. Bei neun seiner Filme führte er auch Regie, so zum Beispiel im Jahr 2005 bei dem mit Fernseh-Produktionsgeldern entstandenen, mehrfach preisgekrönten Kino-Dokumentarfilm Ameisen – Die heimliche Weltmacht.
Seit dem Wintersemester 2008/2009 unterrichtet er an der Filmakademie Wien Cinematography.

## Auszeichnungen
Im Jahr 1999 wurde Thaler von der Jury der österreichische Fernsehpreis Romy als Bester Kameramann zuerkannt. Auf dem Grazer Diagonale Festival 2006 erhielt er für Workingman's Death die Auszeichnung Beste Kameraarbeit. 2009 wurde er mit dem Marburger Kamerapreis ausgezeichnet. 2012 gewann er für Whores’ Glory den Österreichischen Filmpreis. Vom Verband der deutschen Filmkritik wurde er mit dem Preis der deutschen Filmkritik 2016 in der Kategorie Beste Kamera für Vor der Morgenröte ausgezeichnet. 2017 erhielt er gemeinsam mit seinem Sohn Sebastian Thaler den Diagonale-Preis Bildgestaltung (Beste Bildgestaltung Spielfilm) für Ugly.

## Filmografie (Auswahl)
Kamera
- 1994: Arktis Nordost
- 1998: Megacities
- 2001: Hundstage
- 2002: Blue Moon
- 2003: Jesus, You Know (Dokumentarfilm)
- 2004: Slugs
- 2004: Höllentour (Dokumentarfilm)
- 2005: Daniel Käfer – Die Villen der Frau Hürsch (Fernsehfilm)
- 2005: New World (Dokumentarfilm)
- 2005: Workingman’s Death (Dokumentarfilm)
- 2006: Life in Loops (A Megacities RMX) (Dokumentarfilm)
- 2007: Am Limit (Dokumentarfilm)
- 2007: Import/Export
- 2009: Willi und die Wunder dieser Welt (Dokumentarfilm)
- 2009: Contact High
- 2010: The Forgotten Space (Dokumentarfilm)
- 2011: Whores’ Glory (Dokumentarfilm)
- 2011: Anfang 80
- 2012: Paradies: Liebe
- 2012: Paradies: Glaube
- 2013: Paradies: Hoffnung
- 2014: Und Äktschn!
- 2014: Theeb
- 2015: Chucks
- 2016: Vor der Morgenröte
- 2016: Hotel Rock’n’Roll
- 2017: Ugly
- 2017: Kebab extra scharf! (Fernsehfilm)
- 2018: Die Wunderübung
- 2018: Toulouse (Fernsehfilm)
- 2020: Unorthodox (Miniserie, 4 Episoden)
- 2021: Risiken und Nebenwirkungen
- 2021: Stadtkomödie – Die Unschuldsvermutung (Fernsehreihe)
- 2022: Rimini
- 2022: Der Onkel – The Hawk
- 2022: Sparta
- 2023: Transatlantic (Fernsehserie)